# クラパムジャンクション駅
クラパムジャンクション駅（もしくはクラッパム・ジャンクション駅 、Clapham Junction station）は、イギリス、グレーター・ロンドン、ウォンズワース区バタシーの南西にあるセント・ジョンズ・ヒルの近くにある鉄道駅である。
駅名にクラパムと入っているが、実際の所在地は一般にクラパムと呼ばれる地域から離れたバタシーとワンズワースの中間にある。別名はBritain's busiest railway station。当駅は、ロンドン中心部にターミナルを持つ2つの大幹線がx状にクロスする交点に位置する。駅名の由来はhill（丘）を意味する「clap」とhome（家）を意味する「ham」が一緒になってできた地名に、分岐点を意味するjunctionがついている。

## 接続路線
- アウター・サウス・ロンドン線
- オルトン線
- ウェスト・オブ・イングランド本線
- ウェスト・ロンドン線
- ウォータールー-レディング線
- キングストン・ループ線
- サウス・ウェスタン本線
- サットン&モール・ヴァレー線
- シェパートン支線
- ステイン-ウィンザー線
- ニュー・ギルフォード線
- ハウンズロー・ループ線
- ブライトン本線

## 歴史
この地区に鉄道がまだ走っていなかった頃、この地区は田舎で、ラベンダーを専門的に育てていたラベンダー・ヒルがある。ロンドンとギルフォード間を結んでいた長距離馬車用の道路が現在の駅が位置している場所の少し南を走っており、そのセント・ジョンズ・ヒルとラベンダー・ヒルが交差する箇所にファルコンという公衆酒場があった。これは現存する。
ロンドン・アンド・サウス・ウェスタン鉄道(L&SWR)は1838年5月21日、ナイン・エルムズ駅からウォキング駅までを開業させた。この地区では最初の鉄道路線だったが、当駅は建設されておらず、代わりにクラパム・コモンという極めて小規模の駅が将来のジャンクション駅用地の南に設けられていた。(この駅はジャンクション駅開業と共に閉鎖された。)
2つ目の路線は1846年5月27日、ナイン・エルムズ駅からリッチモンド駅まで開業した。その後、ナイン・エルムズ駅は1848年にターミナルとしての地位をウォータールー・ブリッジ駅(現在のウォータールー駅)に譲った。1860年には、ヴィクトリア駅へと延伸した。当駅は1863年3月2日に、L&SWRとロンドン・ブライトン・アンド・サウス・コースト鉄道(LB&SCR)の共同事業としてウィンザー、サウス・ウェスタン本線とブライトンへの各路線の分岐点に乗り換え地点として開業した。1874年と1876年に駅は増築された。
駅が開業した当時、バタシーとその周辺地域は貧しく、上流又は中流階級から良いイメージを持たれているとは到底言い難い状況だった。そこで、鉄道会社はこれらの顧客を引き寄せるための秘策として、1マイル以上離れた裕福な村の名前を駅名として採用した。しかし、これは当の利用者にとっての後年の混乱へと繋がっていき、20世紀後半には駅名を地名に忠実な“バタシー・ジャンクション”に改名しようとするキャンペーンも行われた。
結果的に当駅は周辺地域に鉄道の街として開発をもたらし、1840年には6000人だった人口が1910年には168,000にまで増加した。 

### 以前の運行列車
以前の鉄道路線
■ウェスト・ロンドン線
クラパム・ジャンクション駅 - バタシー駅

### クラパムの鉄道事故
1988年12月12日の朝、駅の南西で3本の通勤列車を含む事故が発生。35人が死亡、100人以上が負傷した。

## 現在

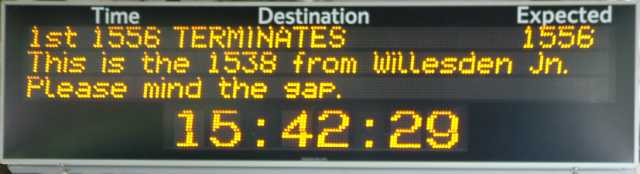
プラットホームにある発車標

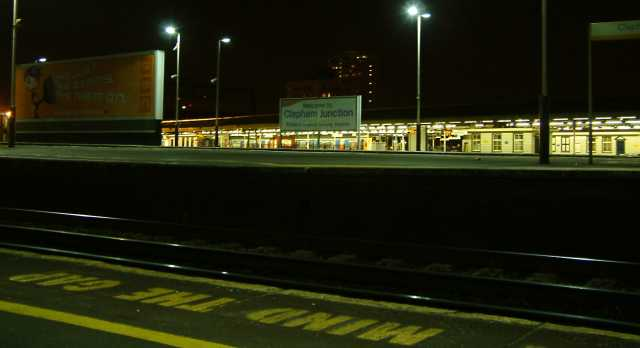
夜の2番線から10番線のプラットホーム

毎日約2,000本もの列車が当駅に停車し、通過していく。ピーク時は1時間に180本が通り、うち117本は停車する。乗客数の割には混雑は少ない。平日は約430,000人が、ラッシュ時はそのうち135,000人が駅を利用する。乗換え客はそのうち40%を占める。
中央口は南のセント・ジョンズ・ヒル側にあり、ホーム東端の下をくぐり北口に続く4.6m幅の地下通路につながっている。北口はグラント・ロードに面しており、開業時間は限られている。改札口は狭く、地下通路はラッシュ時大変混雑する。
中空の幅広い通路が全ホームの西端で接続しているが、駅自身の出入り口にはつながっていない。セント・ジョンズ・ヒル側のブライトン・ヤード出入口を復活させ、ホームにエレベーターを設置するなどの改善計画を2009年には完成させると、2007年にネットワーク・レールが発表している。
イギリス鉄道警察がクラパム・ジャンクションで警備に当たっている。

## ダイヤ

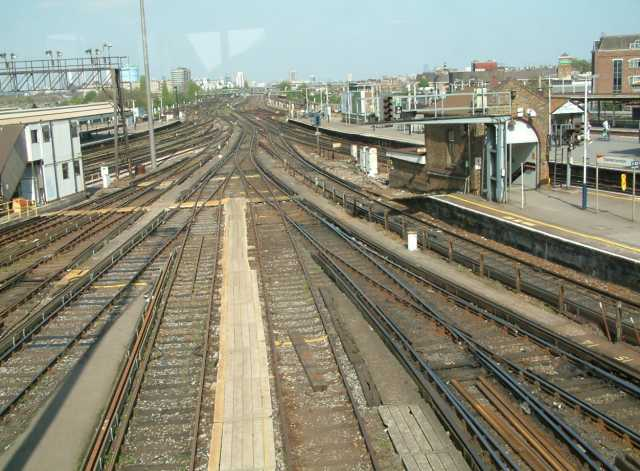
クラパムジャンクション駅の東側合流部

平日オフピーク時には、1時間当たり120本以上の列車が運行される。以下は行き先別の本数である。
サウス・ウェスタン・レールウェイ
- 35本：ウォータールー
- 1本：オルトン
- 1本：ベイシングストーク（緩行）
- 1本：ソールズベリー経由エクセター・セント・デイヴィッズ
- 1本：ハスルミア
- 1本：プール（緩行）
- 1本：ハスルミア経由ポーツマス・アンド・サウスシー
- 1本：ソールズベリー（2時間に1本はヨービル・ペン・ミルまで延長）
- 1本：ウェイマス
- 2本：チェシングトン
- 2本：ウィンブルドン経由ドーキング
- 2本：コブハム＆ストーク・ダバノン経由ギルフォード
- 2本：エプソム、レザーヘッド経由ギルフォード
- 2本：サービトン経由ハンプトン・コート
- 2本：ウィンブルドン経由シェッパートン
- 2本：ウォキング（緩行）
- 2本：キングストン・ループ右回り　ウォータールー
- 2本：キングストン・ループ左回り　ウォータールー
- 2本：ハウンズロー・ループ右回り　ウォータールー
- 2本：ハウンズロー・ループ左回り　ウォータールー
- 2本：ウォーキンガム経由レディング
- 2本：ハウンズロー・ループ、ステーンズ経由ウェイブリッジ
- 2本：ウィンザー＆イートン・リヴァーサイド

サザン（ゴヴィア・テムズリンク・レールウェイ）
- 22本：ロンドン・ヴィクトリア
- 1本：ボグナー・レジス／ポーツマス・ハーバー
- 1本：ボグナー・レジス／サウサンプトン・セントラル
- 2本：ガトウィック空港経由ブライトン
- 1本：イーストボーン／リトルハンプトン
- 2本：オクステッド経由イースト・グリンステッド
- 1本：オア／リトルハンプトン
- 2本：ライゲイト
- 1本：サットン経由ドーキング
- 2本：ハックブリッジ経由エプソム
- 2本：エプソム・ダウンズ
- 1本：サットン、ドーキング経由ホーシャム
- 2本：クリスタル・パレス経由ロンドン・ブリッジ
- 2本：ノーベリー経由サットン
- 2本：ウェスト・クロイドン
- 1本：ノーベリー経由イースト・クロイドン
- 1本：ケンジントン・オリンピア、ワットフォード・ジャンクション経由ミルトン・キーンズ・セントラル

ロンドン・オーバーグラウンド
- 4本：カナダ・ウォーター経由ダルストン・ジャンクション
- 4本：ハイベリー＆イズリントン経由ストラトフォード

## ホーム

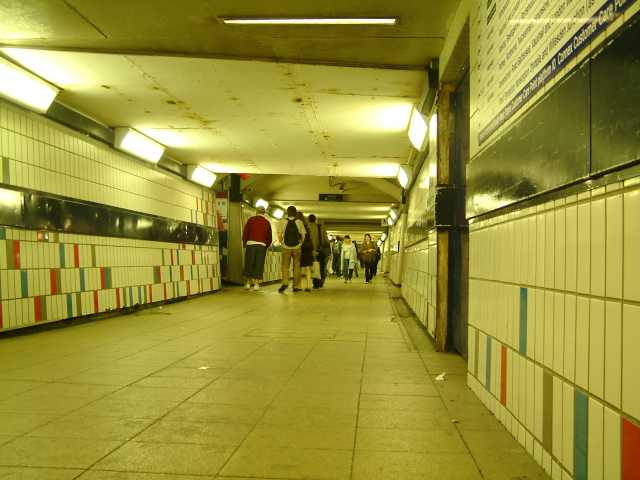
夜のクラパム・ジャンクションの地下道

ホームは9面16線だが、最も北寄りのホームが2分割されているため、1番線から17番線までが存在する。
- 1番線：ウェスト・ロンドン線　ウィルズデン・ジャンクション方面
- 2番線：サウス・ロンドン線　ホワイト・チャペル、クラパム・ノース方面
- 3番線・4番線：ステイン-ウィンザー線上り
- 5番線・6番線：ステイン-ウィンザー線下り
- 7番線・8番線：いくつかの急行 サウス・ウェスト本線からのウォータールー行きの列車
- 9番線：サウス・ウェスタン・レールウェイの本線
- 10番線：サウス・ウェスタン・レールウェイの郊外運行列車上り ウィンブルドン通過; 上りホームは1時間に16本列車が来る。
- 11番線：サウス・ウェスタン・レールウェイの郊外運行列車下り ウィンブルドン通過
- 12番線：ブライトン本線のヴィクトリア駅行きの高速列車
- 13番線：ブライトン本線 南の目的地へ運行。全ての列車はイースト・クロイドンに停車。
- 14番線：ブライトン本線上り
- 15番線：サザンの運行列車下り
- 16番線：ウェスト・ロンドン線　ミルトン・キーズ・セントラル方面
- 17番線：ウェスト・ロンドン線　バーレン、セルハースト経由イースト・クロイドン方面

11 - 17番線のホームは列車とホームの隙間の幅が大きく、駅のホームにはMind The Gap（隙間に注意）と書かれてある。

## その他
- 大正時代のジャーナリストである長谷川如是閑は、ロンドン滞在時の様子を綴った『倫敦!倫敦?』の中で、当駅の線路が輻輳するさまを「饂飩（うどん）屋が転んだように縺れ合っている」と形容した。

## 隣の駅
ナショナル・レール
■サウス・ウェスタン・レールウェイ
サウス・ウェスト本線、ウェスト・オブ・イングランド本線
ウォータールー駅 - クラパムジャンクション駅 - ウォキング駅またはアールスフォールド駅
ウォータールー - ベイジングストーク、オルトン線
ウォータールー駅 - クラパムジャンクション駅 - サービトン駅
ウォータールー - ウォキング、モール・ヴァリー線、キングストン・ループ (ウィンブルドン経由)、シェパートン支線、ハンプトン・コート支線、ニュー・ギルフォード線
ヴォクソール駅 - クラパムジャンクション駅 - アールスフィールド駅
ウォータールー-レディング線
ウォータールー駅 - クラパムジャンクション駅 - リッチモンド駅
ウォータールー - ウィンザー
ヴォクソール駅 - クラパムジャンクション駅 - パットニー駅
キングストン・ループ (リッチモンド経由)、ハウンズロー・ループ線、レディング・アンド・ウィンザー・ラインズ
クイーンズタウン・ロード駅 - クラパムジャンクション駅 - ウォンズワース・タウン駅
■サザン（ゴヴィア・テムズリンク・レールウェイ）
ブライトン本線
ロンドン・ヴィクトリア駅 - クラパムジャンクション駅 - イースト・クロイドン駅
オックステッド線
ロンドン・ヴィクトリア駅 - クラパムジャンクション駅 - イースト・クロイドン駅
アウター・サウス・ロンドン線、ロンドン・ヴィクトリア駅 - イースト・クロイドン駅、ヴィクトリア - サットン(クリスタル・パレス経由)
バタシー・パーク駅 - クラパムジャンクション駅 - ウォンズワース・コモン駅
ウェスト・ロンドン線
インペリアル・ワーフ駅 - クラパムジャンクション駅 - ウォンズワース・コモン駅
ロンドン交通局
■ロンドン・オーバーグラウンド
ウェスト・ロンドン線
クラパムジャンクション駅 - インペリアル・ウォール駅（ウィルズデン・ジャンクション駅方面）
イースト・ロンドン線
クラパムジャンクション駅 - ウォンズワース・ロード駅（ダルストン・ジャンクション駅方面）

## バス
クラパムジャンクション駅で乗り換えできるロンドン・バスの路線は35番、37番、39番、49番、77番、87番、156番、170番、219番、295番、319番、337番、344番、345番、C3番、G1番。スクールバスの路線は639番、670番。深夜バス路線はN19番、N31番、N35番、N87番である。

## ギャラリー

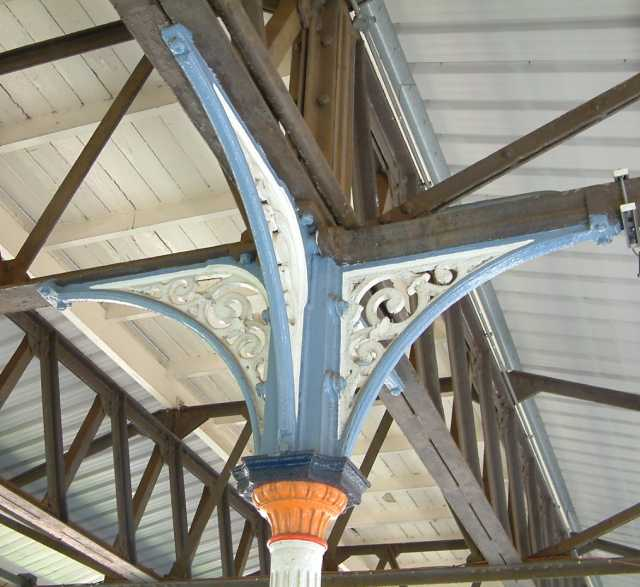
屋根を支える部分

## 参考資料
- デアゴスティーニ・ジャパン 鉄道データファイル 第187号